# Liste der denkmalgeschützten Objekte in Serfaus
Die Liste der denkmalgeschützten Objekte in Serfaus enthält die 17 denkmalgeschützten, unbeweglichen Objekte der Gemeinde Serfaus im Bezirk Landeck.

## Denkmäler
| Foto |                 | Denkmal                                                                                   | Standort                                         | Beschreibung | Metadaten |
| ---- | --------------- | ----------------------------------------------------------------------------------------- | ------------------------------------------------ | --- | --- |
| ja   | Datei hochladen | Lourdeskapelle HERIS-ID: 55892 Objekt-ID: 64787 TKK: 116433                               | Dorfbahnstraße Standort KG: Serfaus              | Die ursprüngliche Heiligkreuz-Kapelle aus dem 17. Jahrhundert wurde 1904 durch den Einbau einer Lourdesgrotte zur Lourdeskapelle umgestaltet. Die gemauerte Kapelle mit dreiseitigem Chor und Satteldach weist an der Giebelfassade ein spitzbogiges, vergittertes Eingangsportal mit darüber liegendem Rundfenster auf. Der Innenraum ist mit einem Tonnengewölbe, im Chorbereich mit Stichkappen überwölbt. | BDA-Hist.: Q38068565 Status: § 2a Stand der BDA-Liste: 2025-06-30 Name: Lourdeskapelle GstNr.: 565/1 Lourdeskapelle (Serfaus)                                                       |
| ja   | Datei hochladen | Aufbahrungshalle, Neue Totenkapelle HERIS-ID: 76405 Objekt-ID: 89967 TKK: 24413           | gegenüber Dorfbahnstraße 29 Standort KG: Serfaus | Die Aufbahrungshalle wurde in den Jahren 1963 bis 1966 von Architekt Paul Ilmer aus Granitmauerwerk mit Fassadenturm und Pultdach errichtet, sie dient zugleich als Kriegergedächtniskapelle. Die künstlerische Gestaltung übernahm Josef Staud mit dem Thema Erlösung: neben dem Eingang steht eine Bronzefigur Christus als der Überwinder des Todes, auf der Bronzetür die Namen der Gefallenen aus den beiden Weltkriegen und der Erzengel Michael. Innen Farbglasfenster. | BDA-Hist.: Q38143907 Status: § 2a Stand der BDA-Liste: 2025-06-30 Name: Aufbahrungshalle, Neue Totenkapelle GstNr.: 25                                                              |
| ja   | Datei hochladen | Widum mit Widengarten und Salettl HERIS-ID: 55887 Objekt-ID: 64782 TKK: 24416             | Kirchgasse 1 Standort KG: Serfaus                | Von dem im Kern mittelalterlichen Bau ist nach zahlreichen Umbauten nur noch die Stube mit spätgotischem Holzbalkentonnengewölbe und das bereits versetzte und halb eingeputzte Tuffsteinportal aus dem 16. Jahrhundert erhalten. Der traufseitig erschlossene Mittelflurgrundriss ist zweigeschoßig und hat ein Satteldach mit Bundwerkgiebel. | BDA-Hist.: Q38068518 Status: § 2a Stand der BDA-Liste: 2025-06-30 Name: Widum mit Widengarten und Salettl GstNr.: 26, 28                                                            |
| ja   | Datei hochladen | Kath. Pfarrkirche Mariä Himmelfahrt HERIS-ID: 55894 Objekt-ID: 64789 TKK: 24411           | bei Kirchgasse 1 Standort KG: Serfaus            | Der spätgotische Bau wurde Ende des 15. Jahrhunderts errichtet und 1516 geweiht, 1760–1770 wurde er innen barockisiert. Das vierjochige Langhaus mit eingezogenem Chor mit 3/8-Schluss ist mit von Kreuzblumen bekrönten Strebepfeilern, sich in zwei Stufen verjüngenden Eckpfeilern und einem gemalten, spätgotischen Maßwerkfries unter dem Traufgesims gegliedert. An der Südfassade befindet sich ein teilweise zerstörtes Wandbild des hl. Christophorus, an der Westfassade ein Mosaik des hl. Josef von 1905 und ein zweifach gekehltes Spitzbogenportal. Der Innenraum weist im Langhaus barocke Wandpfeiler und ein barock verputztes Gewölbe, im Chor ein Stichkappentonnengewölbe und Spitzbogenfenster auf. Die Deckenmalereien wurden 1766 von Philipp Jakob Greil geschaffen. | BDA-Hist.: Q23541945 Status: § 2a Stand der BDA-Liste: 2025-06-30 Name: Kath. Pfarrkirche Mariae Himmelfahrt GstNr.: .35 Pfarrkirche Maria Himmelfahrt Serfaus                      |
| ja   | Datei hochladen | Wallfahrtskirche Unsere Liebe Frau im Walde HERIS-ID: 55895 Objekt-ID: 64790 TKK: 24418   | bei Kirchgasse 1 Standort KG: Serfaus            | Die Wallfahrt ist seit 1150 belegt und geht der Legende nach auf das Jahr 427 zurück, als Holzfäller in einem Baum das Gnadenbild entdeckten. Die Wallfahrtskirche und frühere Pfarrkirche ist ein schlichter gotischer, im Kern vermutlich romanischer, Bau mit spitzbogigen Fenstern. An der Westfassade befindet sich ein neuromanisches Portal mit einem Verkündigungsmosaik von 1910 im Tympanon und darüber die Darstellung des Gnadenbildes als Mosaik. Die gotischen Wandmalereien an der Südseite mit den hll. Christophorus und Georg stammen vom Ende des 14. Jahrhunderts. Innen werden das flachgedeckte Langhaus und die fünfseitige, kreuzrippengewölbte Apsis durch einen korbbogigen, abgefasten Triumphbogen getrennt. Teile der Gesamtausmalung vom Ende des 14. Jahrhunderts mit Szenen aus dem Leben Jesu und Mariens sowie Heiligendarstellungen wurden 1960–1962 freigelegt. Am Hochaltar befindet sich das Gnadenbild, eine thronende Madonna mit Kind aus dem frühen 14. Jahrhundert.           | BDA-Hist.: Q38068592 Status: § 2a Stand der BDA-Liste: 2025-06-30 Name: Wallfahrtskirche Unsere Liebe Frau im Walde GstNr.: .36 Wallfahrtskirche Unsere Liebe Frau im Walde Serfaus |
| ja   | Datei hochladen | Friedhof Serfaus HERIS-ID: 76404 Objekt-ID: 89966 TKK: 116431                             | bei Kirchgasse 1 Standort KG: Serfaus            | Der Friedhof umgibt die Kirche und ist teilweise mit Mauer eingefriedet. Er reicht ins 13. und 14. Jahrhundert zurück, 1965 erfolgte eine Friedhofserweiterung und die Erbauung einer neuen Aufbahrungskapelle. Zahlreiche schmiedeeiserne Grabkreuze. | BDA-Hist.: Q38143884 Status: § 2a Stand der BDA-Liste: 2025-06-30 Name: Friedhof Serfaus GstNr.: 23 Friedhof (Serfaus)                                                              |
| ja   | Datei hochladen | Kirchturm HERIS-ID: 55891 Objekt-ID: 64786 TKK: 28769                                     | gegenüber Matschöl 4 Standort KG: Serfaus        | Der westlich vor der Wallfahrtskirche freistehende Kirchturm wurde urkundlich 1497 erbaut. Der spätgotische Turm weist ein Kragsteinportal an der Ostseite, Schallfenster mit profiliertem Gewände und Maßwerk, Maßwerkfenster, einen gemauerter Giebelspitzhelm sowie Wasserspeier in Drachenkopfform auf. Im Turm hängt eine Glocke von Hans Christof Löffler von 1577 und eine Glocke von Friedrich Reinhart von 1637. | BDA-Hist.: Q38068555 Status: § 2a Stand der BDA-Liste: 2025-06-30 Name: Kirchturm GstNr.: .37 Kirchturm Serfaus                                                                     |
| ja   | Datei hochladen | Friedhofskapelle, Beinkapelle HERIS-ID: 55888 Objekt-ID: 64783 TKK: 24412                 | gegenüber Matschöl 4 Standort KG: Serfaus        | Das ehemalige Beinhaus, vermutlich aus dem 17. Jahrhundert, ist direkt an die Umfassungsmauer des Friedhofs angebaut. Es hat an der Nordseite ein Rundbogenportal mit gebänderter Eisentür. 2012 wurde es restauriert und durch den Serfauser Bildhauer Walter File innen zu einer Lichterkapelle umgestaltet. | BDA-Hist.: Q38068528 Status: § 2a Stand der BDA-Liste: 2025-06-30 Name: Friedhofskapelle, Beinkapelle GstNr.: .38 Beinkapelle (Serfaus)                                             |
| ja   | Datei hochladen | Bauernhaus HERIS-ID: 23499 Objekt-ID: 19853 TKK: 116429                                   | Madatschen 3 Standort KG: Serfaus                | Das Gebäude in mäßiger Hanglage stammt im Kern aus dem 16. Jahrhundert und gliedert sich in zwei Teile. Die Bauteile des zweigeschoßigen Wohngebäudes sind durch drei separate Pfettendachstühle sowie eine dazwischen liegende Erschließungszone getrennt. In der westlichen Hälfte dürfte der talseitig gemauerte Teil den Kern und wahrscheinlich den ältesten Bauteil des Hofes überhaupt bilden. Die östliche Hälfte des Gebäudes wurde ursprünglich vermutlich als Eckflurhaus mit freistehendem Backofen angelegt. Durch Realteilungen sind dann diese Bauteile zu einem stark gegliederten, sekundären Mittelflurbau zusammengewachsen. Die drei getäfelten Stuben sind alle noch barock, so dürfte die Teilung in drei Wohneinheiten bereits vom Ende des 18. Jahrhunderts stammen. Die Fassaden sind wegen der komplizierten Besitzsituation verschiedenst gegliedert. Lediglich die Unterbauten sind gemauert, darüber Blockbau mit Verbretterungen oder Verputzungen. Die Fenster sind sehr unterschiedlich. | BDA-Hist.: Q37876780 Status: Bescheid Stand der BDA-Liste: 2025-06-30 Name: Bauernhaus GstNr.: .157, .155, .151 Serfaus, Madatschen 3                                               |
| ja   | Datei hochladen | Pestkapelle hll. Sebastian, Rochus, Pirminian HERIS-ID: 55893 Objekt-ID: 64788 TKK: 83586 | Muirenweg 4, in der Nähe Standort KG: Serfaus    | Die Kapelle wurde 1635 aufgrund eines Gelöbnisses zur Abwendung der Pest erbaut und 1637 geweiht. Die gemauerte Kapelle weist einen Chorraum mit 5/8-Schluss, ein Satteldach, einen offenen Glockenstuhl und über dem spitzbogigen Eingang ein hölzernes, von Pfosten gestütztes Vordach auf. Im Inneren ist der Betraum mit einem Kreuzgratgewölbe, der Chor mit Stichkappen überwölbt. | BDA-Hist.: Q38068577 Status: § 2a Stand der BDA-Liste: 2025-06-30 Name: Pestkapelle hll. Sebastian, Rochus, Pirminian GstNr.: .49                                                   |
| ja   | Datei hochladen | Kath. Filialkirche hl. Georg ob Tösens HERIS-ID: 55889 Objekt-ID: 64784 TKK: 24419        | östlich St. Georgen 2 Standort KG: Serfaus       | Die spätgotische Kirche aus der ersten Hälfte des 15. Jahrhunderts wurde 1429 erstmals urkundlich erwähnt. Nach einer zweiten Bauphase wurde 1497 der Chor geweiht. An das Langhaus mit schindelgedecktem Satteldach schließen ein zweijochiger Chor mit 3/8-Schluss und ein niedriger Südturm mit hölzernem Glockengeschoß an. An der Nordseite wurde im 17. Jahrhundert eine Kapelle mit Gratgewölbe angebaut. An der Westseite befindet sich ein zweifach gekehltes Spitzbogenportal, an der Südseite eine Wandmalerei des hl. Christophorus vom Anfang des 16. Jahrhunderts. Im Inneren werden das Langhaus mit einer flachen Holzkassettendecke aus dem 16. Jahrhundert und der Chor mit Netzrippengewölbe durch einen spitzbogigen, abgefasten Triumphbogen getrennt. Das Langhaus ist vollständig mit einem Passionszyklus und szenischen Heiligendarstellungen aus dem Jahr 1482 ausgemalt. | BDA-Hist.: Q2318520 Status: § 2a Stand der BDA-Liste: 2025-06-30 Name: Kath. Filialkirche hl. Georg ob Tösens GstNr.: .167 st. Georg ob Tösens                                      |
| ja   | Datei hochladen | Wegkapelle hl. Zeno HERIS-ID: 55890 Objekt-ID: 64785 TKK: 41770                           | gegenüber St. Zeno 12 Standort KG: Serfaus       | Die Kapelle hl. Zeno liegt unterhalb des Zenobichls nahe zum Hof St. Zeno und wurde 1843 geweiht. Errichtet wurde sie anstelle eines 1326 urkundlich erwähnten Vorgängerbaus, der sich am Zenobichl neben der einstigen Burg befand. Der kleine Mauerbau hat einen rechteckigen Grundriss, einen 5/8-Chor, ein schindelgedecktes Satteldach mit einem auch seitlich verschindelten Dachreiter mit Zeltdach. In der Giebelfassade befindet sich ein Rundbogenportal mit darüberliegender Vierpassöffnung, seitlich davon zwei kleine Rechteckfenster. An den Traufseiten je ein Rundbogenfenster. Die Fassade ist durch Putzfaschenrahmungen an Fenster- und Türöffnungen sowie Eckpilaster gegliedert. Innen Stichkappengewölbe mit Stuckdekor. | BDA-Hist.: Q38068547 Status: § 2a Stand der BDA-Liste: 2025-06-30 Name: Wegkapelle hl. Zeno GstNr.: .147 Wegkapelle hl. Zeno (Serfaus)                                              |
| ja   | Datei hochladen | Bauernhof, ehem. Meierhof HERIS-ID: 44300 Objekt-ID: 45076 TKK: 116428                    | St. Zeno 13 Standort KG: Serfaus                 | Der ehemalige Meierhof der abgegangenen benachbarten Burg von Serfaus stammt vom Anfang des 16. Jahrhunderts und wurde im 19. Jahrhundert erweitert. Der Einhof besteht aus vier ineinander verschachtelten Bauteilen mit rückwärts an das Wohngebäude angebautem Wirtschaftstrakt. Das ursprünglich parallel zur Firstlinie materiell geteilte Haus mit Satteldach ist in der linken Hälfte bis ins Giebelfeld, ansonsten bis zur Traufpfette aus verputztem Bruchsteinmauerwerk errichtet, der ursprünglich offene Bundwerkgiebel wurde später teilweise mit Brettern verkleidet. An der Westfassade befindet sich ein großes Rundbogenportal im Kellergeschoß, die rechte Gebäudehälfte ist über eine gemauerte Freitreppe erschlossen. An der Südseite ist ein Backofen angebaut. | BDA-Hist.: Q38007912 Status: Bescheid Stand der BDA-Liste: 2025-06-30 Name: Bauernhof, ehem. Meierhof GstNr.: .148 Bauernhaus St. Zeno 13                                           |
| ja   | Datei hochladen | Kapelle Mariahilf HERIS-ID: 40263 Objekt-ID: 40164 TKK: 116430                            | Tschupbach Standort KG: Serfaus                  | Die Kapelle wurde 1681–1683 vermutlich anstelle eines Vorgängerbaus errichtet, 1688 geweiht und um 1735 barockisiert. Der Mauerbau weist einen eingezogenen Chor mit 3/8-Schluss und ein Satteldach mit achteckigem Dachreiter mit verschindelter Zwiebelhaube auf. An der Eingangsfassade befindet sich ein Rundbogenportal, darüber ein Rundfenster. Die Wandmalereien zeigen ein Rundmedaillon mit der Verehrung der Eucharistie und eine Sonnenuhr. Der Innenraum ist kreuzgratgewölbt, in den Stichkappen des Chors befinden sich Freskenmedaillons mit den Heiligen Antonius von Padua und Fidelis von Sigmaringen. | BDA-Hist.: Q37993760 Status: Bescheid Stand der BDA-Liste: 2025-06-30 Name: Kapelle Mariahilf GstNr.: .195 Mariahilfkapelle, Tschuppbach                                            |
| ja   | Datei hochladen | Freinlekapelle HERIS-ID: 88173 Objekt-ID: 102707 TKK: 61218                               | bei Frauns Standort KG: Serfaus                  | Die Kapelle mit Satteldach wurde in der zweiten Hälfte des 19. Jahrhunderts errichtet. Sie ist teilweise in den Hang gebaut und liegt an der Via Claudia Augusta. Die Kapelle selbst ist giebelseitig durch eine vergitterte Rundbogennische geöffnet und zeigt eine Schablonenmalerei mit Ölbergdarstellung. | BDA-Hist.: Q37723941 Status: § 2a Stand der BDA-Liste: 2025-06-30 Name: Freinlekapelle bei Frauns GstNr.: 1384/2 Freinlekapelle, Serfaus                                            |
| ja   | Datei hochladen | Straßenbrücke, Tösener Innbrücke HERIS-ID: 85576 Objekt-ID: 99778 TKK: 116432             | Standort KG: Serfaus                             | Die Tösner Innbrücke ist eine Holzbogenbrücke mit 26,5 m Spannweite und 6,7 m Breite und wurde 1855 als Sprengwerkkonstruktion erbaut. Die Straßenbrücke verbindet die Gemeinden Tösens und Serfaus über den Inn. | BDA-Hist.: Q38185396 Status: § 2a Stand der BDA-Liste: 2025-06-30 Name: Straßenbrücke, Tösener Innbrücke GstNr.: 2379, 2384/1 Tösner Innbrücke                                      |
| ja   | Datei hochladen | Straßenbrücke, sogenannte Römerbrücke HERIS-ID: 76445 Objekt-ID: 90011 TKK: 30107         | Standort KG: Serfaus                             | Die sogenannte Römerbrücke liegt an der Via Claudia Augusta gegenüber von Tösens am linken Innufer und führt mit einer Länge von 8 m über eine Felsrunse. Die gemauerte Steinbogenbrücke stammt vermutlich aus dem Mittelalter, Form und Konstruktion entsprechen jedoch der römischen Brückenbautechnik. Durch den Abbruch einer Felskante wurde die Brücke schwer beschädigt und 1983 saniert. | BDA-Hist.: Q38144086 Status: § 2a Stand der BDA-Liste: 2025-06-30 Name: Straßenbrücke, sog. Römerbrücke GstNr.: 2147/1 Römerbrücke (Serfaus)                                        |